# Grand Prix moto d'Autriche
Navigation
Le Grand Prix moto d'Autriche est une épreuve de vitesse moto qui a fait partie du Championnat du monde de vitesse moto de 1971 à 1997.
La compétition est de retour au calendrier depuis 2016, sur le Circuit de Spielberg.

## Vainqueurs du Grand Prix moto d'Autriche
| Année | Circuit   | MotoE          | Moto3          | Moto2            | MotoGP            | Rapport  |
| ----- | --------- | -------------- | -------------- | ---------------- | ----------------- | -------- |
| 2025  | Spielberg | Matteo Ferrari | Ángel Piqueras | Diogo Moreira    | Marc Márquez      | Résultat |
| 2024  | Spielberg | Héctor Garzó   | David Alonso   | Celestino Vietti | Francesco Bagnaia | Résultat |
| 2023  | Spielberg | Mattia Casadei | Deniz Öncü     | Celestino Vietti | Francesco Bagnaia | Résultat |
| 2022  | Spielberg | Eric Granado   | Ayumu Sasaki   | Ai Ogura         | Francesco Bagnaia | Résultat |
| 2021  | Spielberg | Lukas Tulovic  | Sergio García  | Raúl Fernández   | Brad Binder       | Résultat |
| 2020  | Spielberg | Annulé         | Albert Arenas  | Jorge Martín     | Andrea Dovizioso  | Résultat |
| 2019  | Spielberg | Mike Di Meglio | Romano Fenati  | Brad Binder      | Andrea Dovizioso  | Résultat |

| Année | Circuit   | Moto3           | Moto2             | MotoGP           | Rapport  |
| ----- | --------- | --------------- | ----------------- | ---------------- | -------- |
| 2018  | Spielberg | Marco Bezzecchi | Francesco Bagnaia | Jorge Lorenzo    | Résultat |
| 2017  | Spielberg | Joan Mir        | Franco Morbidelli | Andrea Dovizioso | Résultat |
| 2016  | Spielberg | Joan Mir        | Johann Zarco      | Andrea Iannone   | Résultat |

| Saison | Circuit      | 80 cm³            | 125 cm³           | 250 cm³          | 500 cm³         | Résultat |
| ------ | ------------ | ----------------- | ----------------- | ---------------- | --------------- | -------- |
| 1997   | A1-Ring      |                   | Noboru Ueda       | Olivier Jacque   | Mick Doohan     | Résultat |
| 1996   | A1-Ring      |                   | Ivan Goi          | Ralf Waldmann    | Àlex Crivillé   | Résultat |
| 1994   | Salzburgring |                   | Dirk Raudies      | Loris Capirossi  | Mick Doohan     | Résultat |
| 1993   | Salzburgring |                   | Takeshi Tsujimura | Doriano Romboni  | Kevin Schwantz  | Résultat |
| 1991   | Salzburgring |                   | Fausto Gresini    | Helmut Bradl     | Mick Doohan     | Résultat |
| 1990   | Salzburgring |                   | Jorge Martinez    | Luca Cadalora    | Kevin Schwantz  | Résultat |
| 1989   | Salzburgring |                   | Hans Spaan        | Sito Pons        | Kevin Schwantz  | Résultat |
| 1988   | Salzburgring |                   | Jorge Martínez    | Jacques Cornu    | Eddie Lawson    | Résultat |
| 1987   | Salzburgring | Jorge Martínez    | Fausto Gresini    | Anton Mang       | Wayne Gardner   | Résultat |
| 1986   | Salzburgring | Jorge Martínez    | Luca Cadalora     | Carlos Lavado    | Eddie Lawson    | Résultat |
| 1985   | Salzburgring |                   | Fausto Gresini    | Freddie Spencer  | Freddie Spencer | Résultat |
| 1984   | Salzburgring | Stefan Dörflinger |                   | Christian Sarron | Eddie Lawson    | Résultat |

| Saison | Circuit      | 50 cm³       | 125 cm³            | 250 cm³          | 350 cm³           | 500 cm³          | Résultat |
| ------ | ------------ | ------------ | ------------------ | ---------------- | ----------------- | ---------------- | -------- |
| 1983   | Salzburgring |              | Angel Nieto        | Manfred Herweh   |                   | Kenny Roberts    | Résultat |
| 1982   | Salzburgring |              | Angel Nieto        |                  | Eric Saul         | Franco Uncini    | Résultat |
| 1981   | Salzburgring |              | Angel Nieto        |                  | Patrick Fernandez | Randy Mamola     | Résultat |
| 1979   | Salzburgring |              | Angel Nieto        |                  | Kork Ballington   | Kenny Roberts    | Résultat |
| 1978   | Salzburgring |              | Eugenio Lazzarini  |                  | Kork Ballington   | Kenny Roberts    | Résultat |
| 1977   | Salzburgring |              | Eugenio Lazzarini  |                  |                   | Jack Findlay     | Résultat |
| 1976   | Salzburgring |              | Pier Paolo Bianchi |                  | Johnny Cecotto    | Barry Sheene     | Résultat |
| 1975   | Salzburgring |              | Paolo Pileri       |                  | Hideo Kanaya      | Hideo Kanaya     | Résultat |
| 1974   | Salzburgring |              | Kent Andersson     |                  | Giacomo Agostini  | Giacomo Agostini | Résultat |
| 1973   | Salzburgring |              | Kent Andersson     | Jarno Saarinen   | János Drapál      | Jarno Saarinen   | Résultat |
| 1972   | Salzburgring |              | Angel Nieto        | Börje Jansson    | Giacomo Agostini  | Giacomo Agostini | Résultat |
| 1971   | Salzburgring | Jan de Vries | Angel Nieto        | Silvio Grassetti | Giacomo Agostini  | Giacomo Agostini | Résultat |